# Billet de 5 bolivars vénézuéliens
Le billet de 5 bolivars vénézuéliens (5 Bs.F.) est le billet ayant la cinquième et avant-dernière valeur la plus élevée en circulation au Venezuela après les billets de 100, 50, 20 bolivars et 10 bolivars. La dernière version mesure 156 sur 69 millimètres, comme tous les billets en circulation depuis 2008, et est de couleur ocre. Le recto comporte un portrait de Pedro Camejo sur la base du buste en bronze réalisé en 1930 par Antonio Rodríguez del Villar situé dans le Campo de Carabobo et en toile de fond, la silhouette du drapeau du Venezuela tandis que le verso comporte de gauche à droite les armoiries du pays, un spécimen de l'espèce de Tatou géant (Priodontes maximus), la plus grande des espèces de tatous, sur fond présentant la région des Llanos et la zone comportant le filigrane.